# 上田まり
上田 まり（うえだ まり）は、日本のシンガーソングライター。avex traxに所属。現在は活動休止中。大阪府出身。

## 経歴
大学在学中からバンド活動を始め、キーボードを担当。卒業後は、作曲家として、楽曲を提供する側に徹していたが、ミュージシャンの江口信夫から「君が作った曲は、君が歌えばいい」とアドバイスを受け、シンガーとして活動を始める。
偶然彼女がレコード会社に送ったデモテープを聴いたCHAGE and ASKAのASKAは、その音楽性に感動し、スーパーバイザーとして制作に参加。
引退の正式な発表はないが、2001年以降CDが発売されていない。
CD等に印刷されていた公式Webサイトはすでに終了。なお、2006年11月から個人サイトとして「uedamari.com」を開設している。

## ディスコグラフィー

### シングル
- 伝えたい - 1998年9月9日

　c/w: 今年の秋は
- 真冬の通り雨 - 1999年1月13日

　c/w: walk
- 遠くへ行こう - 1999年4月14日

　c/w: 少女はもういない
- 待ちわびた休日 - 2000年4月5日

　1. 待ちわびた休日（森永アロエヨーグルトCMソング）

　2. かもめはかもめ

　3. mari ueda digested selection vol.1

　4. reminiscing

- 少し届かない秘密 - 2000年7月5日

　c/w: rainy dance
- さよならしてあげる - 2001年10月31日

　c/w: love song が好き

### アルバム
- room - 1998年10月21日

　1. 誰もいない部屋

　2. 伝えたい（アルバム・バージョン）

　3. せつなかった日

　4. 夢 

　5. 恋をまとった女の子は

　6. 十五夜には

- empty page - 1999年8月11日

　1. 砂の時計

　2. ニチヨウビ

　3. いつか来た道で

　4. 始まらない恋が始まった日

　5. triviality
 
　6. 遠くへ行こう

　7. sunrichorange

- coronet - 2000年7月19日

　1. 幸福

　2. face

　3. 待ちわびた休日

　4. もうあなたの車には乗らない

　5. 花の冠

　6. バランス

　7. あなたに会う日の雨

　8. 少し届かない秘密

　9. 恥ずかしいくらい好きだった

　10. 待ちわびた休日 （reprise）
   
　11. 真冬の通り雨 （album version）

※ジャケットサイズ写真集が封入された初回版あり

### ネット配信限定
- 寝顔 - 2007年8月10日
- プライド - 2007年8月10日

※ネット配信開始予定は以下の通り
- ONGEN（2007年8月10日～）
- MUSICO（2007年9月27日～）
- Olio music（2007年9月27日～）
- My Sound（2007年9月27日～）
- Mora(SONY)（2007年9月27日～）
- Listen Japan（2007年9月27日～）
- MOOCS（2007年9月27日～）
- napster（2007年10月17日～）

## ラジオ
- 「遠くへいこう」（Kiss-FM KOBE）

1998年ごろに放送されていた番組。メインコーナーは「遠くへ行きたくなるとき」で、キスナー（Kiss-FMでの視聴者のこと）の遠くへ行きたくなるような物事を紹介していた。
- 「MUSIC VOICE 上田まりin my room」（CROSS FM）

## 外部Webサイト
- 上田まりオフィシャルホームページ（終了）
- 上田まりオフィシャルホームページ
- Mari & KanataのYouTubeチャンネル